# 宮間佐治郎
宮間 佐治郎（みやま さじろう、男性、1917年1月20日 - ）は、日本の元アマチュアボクシング選手・元プロボクサー。ベルリンオリンピックフェザー級日本代表。アマチュア時代は港拳所属。

## 来歴
愛知県名古屋市出身。
1935年と1936年、全日本選手権フェザー級に2年連続で優勝を収めた。
1936年、ベルリンオリンピックにフェザー級の日本代表として出場し、1回戦にポイント負けとなった。
1937年、プロへ転向。11月3日、堀口4兄弟の長兄・恒男に2RKO負けとなった。1946年7月30日、恒男との再戦に6RTKO負けを喫し、同年10月6日には後の日本フェザー級王者ベビー・ゴステロに2RTKO負けを喫した。同年11月3日、堀口4兄弟の次兄・基治との対戦に判定勝利を収め、10日後の11月13日には笹崎僙に6RTKO負けを喫した。1950年2月5日、恒男との3戦目に判定勝利を収め、3日後の2月8日に行われた4戦目では3RKO負けとなり、同年3月27日の5戦目に判定で引き分け、この試合を最後に現役を引退した。

## 獲得タイトル
- 第10回全日本選手権フェザー級優勝
- 第11回全日本選手権フェザー級優勝